# Miguel Russel
Miguel Wager Russel (Santarém, 1908 – Seixal, 1992) foi um escritor e político português revolucionário anti-fascista militante do Partido Comunista Português, preso político do regime do Estado Novo no Campo de Concentração do Tarrafal por 9 anos. Secretário-geral interino do PCP em 1935, teve um papel importante na manutenção do Jornal Avante! durante a clandestinidade e no processo de independência de Moçambique. Viveu mais de metade da sua vida em África.

## Biografia

### Origens
O pai de Miguel Russel provinha de uma família privilegiada de ascendência inglesa, pertencente à elite económica portuguesa e de tendência conservadora, que fez dele afilhado do à data pretendente ao trono de Portugal Miguel Januário de Bragança, filho de D. Miguel I e avô de Duarte Pio de Bragança.
Renegando as suas origens, estuda engenharia, torna-se militante republicano e adere à maçonaria. Casa com a mãe de Miguel Russel, filha de um alfaiate de Abrantes, cujo irmão era padre.
Miguel Russel nasce no número 10 da Travessa do Fróis no centro histórico de Santarém, mas a profissão e condição do pai faz com que cresça entre o Ribatejo, Macau e o Porto. Quando tinha apenas 17 anos, o pai de Miguel Russel falece.

### Juventude
Miguel Russel vem trabalhar para Lisboa durante a Ditadura militar portuguesa e é aí que, em 1930, adere ao Socorro Vermelho Internacional. Sindicaliza-se na Associação de Classe dos Empregados de Escritório, na sede da qual, nove anos antes, fora fundado o Partido Comunista Português. Torna-se ativista pela implementação da lei do limite do horário de trabalho, conquistada pelos sindicatos em 1919 mas ainda à data amplamente desrespeitada. Torna-se 1º secretário da Assembleia Geral do Sindicato, à época presidido por Manuel Vieira Tomé.

### Adesão ao Partido Comunista Português
Miguel Russel adere ao PCP em 1931. É preso durante um mês. Assume tarefas na Direção da secção portuguesa do Socorro Vermelho Internacional, e, tornada ilegal a sua atividade política, rapidamente passa à clandestinidade para escapar à vigilância das suas atividades pelas autoridades. É clandestinamente que na qualidade de delegado do congresso mundial do Socorro Vermelho Internacional se desloca à União Soviética em 1932. Dois anos depois deslocar-se-á a França numa missão de granjear apoio à resistência comunista em Portugal. É preso em Espanha, na viagem de regresso a Portugal.
Com a prisão do secretário geral do PCP, Bento Gonçalves, e dos seus dirigentes José de Sousa e Júlio Fogaça, Miguel Russel é eleito Secretário-geral interino do Partido Comunista Português durante seis meses. Coordena a publicação do Jornal Avante! para o qual escreve. Abandonando a posição de Secretário-geral interino, meses mais tarde, Miguel Russel participa com o seu cunhado Oliver Bártolo da organização da Revolta dos Marinheiros de 1936 na Base Naval do Alfeite.

### Prisão
Descoberto e detido pela Polícia Internacional e de Defesa do Estado em função da sua atividade política em 1937, Miguel Russel é mantido por dias na Cadeia do Aljube da qual é deportado para o Campo de Concentração do Tarrafal onde ficaria preso por nove anos. Nesta colónia penal viu serem mortos trinta prisioneiros entre eles o secretário-geral do PCP, Bento Gonçalves, ou secretário-geral da Confederação Geral do Trabalho, o anarquista Mário Castelhano.

### Ida para Moçambique
Libertado do Tarrafal em 1946, parte para Moçambique onde recomeça a sua vida e se torna um eixo central da oposição ao regime do Estado Novo.

### Após a Revolução dos Cravos
Depois da Revolução dos Cravos de 1974, Miguel Russel tem um importante papel como dirigente do Movimento dos Democratas de Moçambique, movimento pela independência de Moçambique do poder colonial português, promotor da passagem do poder político para a Frente de Libertação de Moçambique.
Regressa a Portugal, fixando morada no Seixal. Desenvolve importante trabalho político de divulgação da história da resistência à ditadura. Em Fevereiro de 1978 participa da organização da transladação de Cabo Verde para Lisboa dos restos mortais dos presos políticos assassinados no Tarrafal.
Em 1979 participa dos festejos da Revolução do 25 de Abril com as comunidades portuguesas na Alemanha Ocidental, na Bélgica e no Luxemburgo e é um dos 57 delegados oriundos de 22 países que se deslocam à República Democrática Alemã para participar das cerimónias do “Dia internacional de homenagem às vítimas do fascismo”. Torna-se em 1985 Diretor do Boletim da União de Resistentes Antifascistas Portugueses. Manter-se-á militante do Partido Comunista Português até à morte em 1992.

## Obra Literária
Tradutor para português da obra Conspiração contra a Paz de Michael Sayers e Albert Kahn, publicada em Portugal em 1947 pela Seara Nova na qual se analisa a política externa da Alemanha Nazi.
Em 1976 publica o livro Recordações dos anos difíceis, dedicado à sua experiência no Tarrafal, e colabora na escrita da obra coletiva Tarrafal: testemunhos publicada pela Editorial Caminho em 1980. Postumamente é publicada em 2008 pela Editorial Avante a sua obra As minhas actividades no Socorro Vermelho Internacional e no Partido.

## Homenagens
Miguel Russel foi homenageado com a atribuição do seu nome a uma rua em Corroios, no Seixal, distrito de Setúbal.
Em Fevereiro de 2020, Jerónimo de Sousa nos festejos dos 90 anos do jornal Avante evocou Miguel Russel entre aqueles que deram a vida pela circulação da imprensa que noticiou o combate político comunista a par de Bento Gonçalves, Alberto Araújo, Francisco de Paula Oliveira, Júlio Fogaça, Álvaro Cunhal, Sérgio Vilarigues, Joaquim Pires Jorge, António Dias Lourenço, Fernando Blanqui Teixeira, Jaime Serra, Joaquim Gomes e Octávio Pato.